# Tenedos honduras
Tenedos honduras är en spindelart som beskrevs av Rudy Jocqué och Léon Baert 2002. Tenedos honduras ingår i släktet Tenedos och familjen Zodariidae.
Artens utbredningsområde är Honduras. Inga underarter finns listade i Catalogue of Life.